# Otar Chkheidze
Otar Chkheidze (en georgiano ოთარ ჩხეიძე; Kelktseuli, 28 de noviembre de 1920 - Tiflis, 13 de diciembre de 2007) fue un escritor georgiano.

## Biografía
Otar Chkheidze nació en el distrito de Gori en 1920. Su padre y tíos fueron víctimas de los trágicos acontecimientos desencadenados tras la Rebelión de Agosto de 1924 en Georgia, siendo la familia deportada de su patria.
Chkheidze se graduó en 1942 en el Departamento de Filología de Europa Occidental de la Universidad Estatal de Tiflis. 
Entre 1949 y 1971 fue jefe del Departamento de Lengua y Literatura Rusa en el Instituto Pedagógico de Gori.
En 1950-1951 ocupó el cargo de Secretario del Sindicato de Escritores de Georgia, siendo más tarde miembro de los consejos editoriales de las revistas literarias Mnatobi, Tsiskari y Literaturuli Sakartvelo.

## Obra
La obra literaria de Otar Chkheidze incluye relatos, ensayos, obras de teatro y novelas. El autor ha escrito un total de veintidós novelas, englobadas en un ciclo denominado Crónicas georgianas. En ellas se refleja todo el siglo XX y el principio del siglo XXI. La mayoría de ellas, críticas con el régimen existente, fueron escritas durante los tiempos más severos de la censura soviética. Ello motivó que su novela más aclamada, Niebla (ბორიაყი), escrita en 1967, no fuera publicada hasta 1984. La trama de la novela se basa en el viaje —haciendo eco de textos clásicos como Don Quijote— del joven compositor Nikusha Chachanidze con el fin de recopilar canciones populares; un profesor le da unas cartas para entregar a familias prominentes que pueden ayudarle, pero también le advierte de que los tiempos que corren son peligrosos. Respecto a esta obra, el crítico literario M. Jaliashvili ha escrito:

En esta novela los bolcheviques son vistos como portadores de un nuevo orden, un peligro constante para el país cuando, en manos de una idea injusta, se apoderan del poder y reina la violencia. Esto se aplica a los tiempos que corren pero también es profético para el futuro. La novela ofrece una representación impresionante de gente esperando un héroe.

Esta novela se convirtió en la base de la conocida película Viajes de un joven músico, dirigida por Giorgi Shengelaia en 1985. Las posteriores novelas de Otar Chkheidze —Revolución artística, Oso blanco, Triángulo de las Bermudas y El año 2001— describen los eventos que tuvieron lugar en el período del post-comunista de Georgia. Considerado como un cronista artístico del siglo XX, Otar Chkheidze fue galardonado con el premio literario SABA en 2005 y con el premio Ilia Chavchavadze en 2006, en ambos casos por su importante contribución a la literatura georgiana.